# فرقة ألكسندر لموسيقى الجاز (فلم)
فرقة ألكسندر لموسيقى الجاز (بالإنجليزية: Alexander's Ragtime Band) هو فيلم كوميدي تم إنتاجه في الولايات المتحدة وصدر في سنة 1938.

## ترشيحات وجوائز
| السنة | الحدث  | الفئة     | النتيجة |
| ----- | ------ | --------- | ------- |
|       | أوسكار | أفضل فيلم | ترشـيـح |

## روابط خارجية
- مقالات تستعمل روابط فنية بلا صلة مع ويكي بيانات